# شريان فوق الإثني عشر
شريان فوق الإثني عشر هو أحد فروع الشريان المعدي الإثنا عشري.

## روابط خارجية
- "Supraduodenal artery of wilkie". Medcyclopaedia. جنرال إلكتريك.